# Leftoverture
Leftoverture ist das vierte Studioalbum der US-amerikanischen Progressive-Rock-Band Kansas. Es erschien im Jahr 1976 bei Kirshner und Epic Records, enthält die Hitsingle Carry On Wayward Son und wurde mehrere Millionen Mal verkauft.

## Entstehung und Veröffentlichung
Bereits vor den Aufnahmen litt Steve Walsh an einer Schreibblockade, was seine Mitwirkung an den Album schließlich auf drei Songs beschränkte. Kerry Livgren füllte diese Lücke.[4] Die neuen Kompositionen behielten viel von der klassisch inspirierten Komplexität von Livgrens früherer Arbeit. Es wurde im Studio in the Country in Bogalusa, Louisiana, aufgenommen. Das Studio in the Country wurde so genannt, weil es, wie Livgren in der Radiosendung In the Studio with Redbeard in der Episode über Leftoverture beschrieb, „mitten in einem Sumpf lag. Wenn wir aus dem Studio kamen, standen Alligatoren vor dem Studio, Moskitos in der Größe von B-52s und manchmal liefen Gürteltiere in den Regieraum“.
Cheryl Norman und Toye La Rocca wirkten als Gastsängerinnen mit. George Marino masterte das Album, Jeff Glixman produzierte es. Im Jahr 2001 erschien eine remasterte Version mit zwei Live-Aufnahmen als Bonus-Titel.

## Inhalt
Leftoverture beginnt mit dem Song Carry On Wayward Son, den Livgren als Fortsetzung von The Pinnacle, dem letzten Song des Vorgängeralbums Masque, schrieb.

## Titelliste

### Seite 1
1. Carry On Wayward Son – 5:13
2. The Wall – 4:47
3. What’s on My Mind – 4:27
4. Miracles Out of Nowhere – 6:29

### Seite 2
1. Opus Insert – 4:26
2. Questions of My Childhood – 3:38
3. Cheyenne Anthem – 6:50
4. Magnum Opus – 8:27
  1. Father Padilla Meets the Perfect Gnat
  2. Howling at the Moon
  3. Man Overboard
  4. Industry on Parade
  5. Release the Beavers
  6. Gnat Attack

### Bonus-Titel 2001
1. Carry On Wayward Son (Live) – 4:53
2. Cheyenne Anthem (Live) – 6:42

## Stil
Leftoverture ist ein abwechslungsreiches, melodiöses Progressive-Rock-Album mit harten Gitarren, Hammondorgel, symphonischen Arrangements und Anklängen an Southern Rock, Adult Orientated Rock und den Mainstream. Es gibt eingängige und komplexere Kompositionen, energische, bombastische, hymnische und ruhige Passagen; der Gesang variiert zwischen kraft- und gefühlvoll.

## Name und Cover
Der Name, ein Kofferwort aus Leftover (englisch für „Überrest“, „Übriggebliebenes“) und Overture (Ouvertüre), war ursprünglich für das später so genannte Hauptstück Magnum Opus vorgesehen. Er gefiel den Bandmitgliedern aber so gut, dass sie ihn für das gesamte Album übernahmen. Das Cover wurde von Dave McMacken entworfen, der unter anderem auch für die graphische Gestaltung von Frank Zappas Over-Nite Sensation, AC/DCs Ballbreaker, Black Market von Weather Report und Reel Music von den Beatles verantwortlich zeichnete.

## Rezeption
Das Album bedeutete den Durchbruch für Kansas, wurde mehrfach mit Platin ausgezeichnet und gilt als Klassiker des US-amerikanischen Progressive Rock. Gunnar Claußen von den Babyblauen Seiten kritisiert zwar, dass Kansas „auch nur mit Wasser kochen und die Mainstream-Schielerei hier oft genug in gefälligen, aber gewöhnlichen Songs resultiert“. Horst Straske bezeichnet Leftoverture jedoch als „absolutes Meisterwerk“ und resümiert: „Keine andere US-Band hat es im Lauf ihrer Karriere verstanden, die britische Tradition des Progressive Rocks derart perfekt in den typisch amerikanischen Rocksound einfließen zu lassen.“
Im Juli 2010 listete die britische Musikzeitschrift Classic Rock Leftoverture als eines der 50 Musikalben, die den Progressive Rock prägten. Das Musikmagazin eclipsed wählte es auf den 36. Platz seiner Liste der 150 wichtigsten Prog-Alben, und im Juni 2015 wählte das renommierte Fachblatt Rolling Stone das Album auf Platz 32 der 50 besten Progressive-Rock-Alben aller Zeiten.

## Coverversionen und weitere Verwendung
Eine sehr eng an das Original angelehnte Interpretation von Carry On Wayward Son veröffentlichte die US-amerikanische Thrash-Metal-Band Anthrax als Bonustrack auf ihrem 2016 erschienenen Limited Edition Box Set Vinyl-Album For All Kings und 2017 als 12" Maxisingle. Das Motiv der Plattencover parodiert ebenfalls das Motiv des Albums Leftoverture.